# بخش یوآن
بخش یوآن (به لاتین: Yu'an District) یک منطقهٔ مسکونی در چین است که در لوآن واقع شده‌است. بخش یوآن ۱٬۹۲۶ کیلومتر مربع مساحت و ۹۰۵٬۰۰۰ نفر جمعیت دارد.